# Kasper Winther Jørgensen
Kasper Winther Jørgensen (Copenhague, 21 de março de 1985) é um remador dinamarquês, medalhista olímpico.

## Carreira
Winther Jørgensen competiu nos Jogos Olímpicos de 2012 e 2016. Em Londres integrou a equipe da Dinamarca do quatro sem peso leve que obteve a medalha de bronze. Quatro anos depois conquistou a medalha de prata na mesma prova, no Rio de Janeiro.